# Джеймс Руут
Джеймс "Джим "Доналд Руут (роден на 2 Октомври 1971) е вторият от китаристите на Slipknot и бившият лийд китарист на Stone Sour. Tой е роден в Лас Вегас, това го прави един от двамата члена на Slipknot които не са от щата Айова.
Като дете сам се научава да свири китара и впоследствие се включва в групи като DeadFront, Atomic Opera и
Stone Sour в началото на деветдесетте.
Влиза в Slipknot като заместващ китарист през 1999 на мястото на Джош Бреинард, оригиналният китарист на групата. Руут до ден днешен пише голяма част от музиката на Slipknot.
Освен със Slipknot Джим е също и част от Stone Sour от 2002 след реформирането на групата.
Описва позицията си в двете групи като подобна. И на двете места е главен китарист като свири по-голямата част от солотата като по някога е заместен от другят китарист. От 2014 той не е част от Stone Sour.